# Karađorđevo
 Ovo je glavno značenje pojma Karađorđevo. Za druga značenja pogledajte Karađorđevo (razdvojba).
Karađorđevo (ćir.: Карађорђево, mađ.: Bélamajor) je naselje u općini Bačka Palanka u Južnobačkom okrugu u Vojvodini.

## Povijest
Karađorđevo je najmlađe naselje u općini Bačka Palanka, osnovano 1904. godine. U blizini naselja nalazi se rezidencija Josipa Broza Tita. Vojna ustanova „Karađorđevo“ koja je trenutno pred stečajem, a bila je jedina snaga ekonomskog razvoj naselja, imala je ergelu i hipodrom, zavidnu turističku ponudu i lovni turizam, ali već nekoliko godina gubi kontinuitet u ovim područjima.

## Stanovništvo
Prema popisu stanovništva iz 2002. godine u Karađorđevu živi 1.012 stanovnika,  od toga 821 punoljetni stanovnik, a prosječna starost stanovništva iznosi 40,1 godina (39,6 kod muškaraca i 40,7 kod žena). U naselju ima 373 domaćinstava, a prosječan broj članova po domaćinstvu je 2,71.
Prema popisu stanovništva iz 1991. godine u naselju je živjelo 1.077 stanovnika.
| Etnički sastav 2002. |            |        |
| Narod                | Stanovnika | %      |
| Srbi                 | 809        | 79,94% |
| Mađari               | 53         | 5,23%  |
| Jugoslaveni          | 34         | 3,35%  |
| Hrvati               | 31         | 3,06%  |
| Slovaci              | 18         | 1,77%  |
| Bošnjaci             | 8          | 0,79%  |
| Nijemci              | 5          | 0,49%  |
| Slovaci              | 1          | 0,09%  |
| Makedonci            | 1          | 0,09%  |
| Muslimani            | 1          | 0,09%  |
| nepoznato            | 1          | 0,09%  |

| broj stanovnika | 1110  | 1254  | 1287  | 1075  | 1147  | 1077  | 1012  |
|                 | 1948. | 1953. | 1961. | 1971. | 1981. | 1991. | 2001. |

## Vanjske poveznice
- Karte, udaljenosti vremenska prognoza  Arhivirana inačica izvorne stranice od 24. travnja 2009. (Wayback Machine)
- Satelitska snimka naselja